# Domkirken i Aachen
Domkirken i Aachen er et vartegn for byen Aachen, og den blev oprindeligt indrettet som kapel for Karl den Stores støttepunkt ved de varme kilder i området. Opførelsen af den store ottekantede kuppelbygning blev fuldført omkring år 800, og den var i ca. 400 år den største, selvbærende kuppel nord for Alperne. Karl den Stores berømte marmortrone, som 30 tyske konger brugte i årene mellem 936 og 1531 står endnu i ottekantens overetage.
Den monumentale kortilbygning anses for et mesterværk inden for gotisk bygningskunst. Den stod færdig i 1414, hvor de 27 m høje vinduers 1000 m² glasareal gav bygningen tilnavnet "Glashuset i Aachen". I centrum af korpolygonen står det gyldne Karlsskrin (1215), som indeholder Karl den Stores knogler, og bag alteret findes det berømte Mariaskrin (1239), der rummer Aachens fire store helligdomme. De er blevet vist frem for pilgrimme fra hele verden hvert syvende år siden 1349
De mange kapeller, som er blevet tilføjet domkirken, stammer hovedsageligt fra højgotikken.
Domkirkens skatkammer huser den meste betydningsfulde kirkeskat nord for Alperne. Ud over Lotharkorset (1000) og den delvist forgyldte sølvbuste af Karl (1349) udstiller man også den marmorsarkofag, som man formoder, at Karl blev bisat i ved sin død i 814.
Domkirken og kirkeskatten blev i 1978 optaget som det første tyske kulturmonument på UNESCOs liste over verdensarv i Europa.

## Billedgalleri
- Kirkens hovedrum: Ottekanten
- Alteret og de gotiske vinduer
- Karl den Stores marmortrone
- Kuppel
- Prædikestolen (1014)
- Barbarossa Lysestage (1170)

## Andet
Tårnet på domkirken har været inspirationskilde til kirken i Frederikshavn.